# Nieuport-Delage NiD.32
Le Nieuport-Delage NiD-32 est un avion monoplace de chasse embarqué produit par la firme Nieuport-Astra durant l'entre-deux-guerres pour l'aéronautique navale française.

## Le programme
En septembre 1919, le ministère de la Marine français émit une fiche-programme pour la fourniture d’un « monoplace d’escadre ». Il s’agissait en fait d’obtenir un avion de chasse capable de décoller du pont d’un navire ou d’une plate-forme montée au-dessus de la tourelle d’un croiseur. En concurrence avec les Hanriot HD.12 et SPAD S.XV, Nieuport proposa un des deux prototypes NiD 29M, équipé d’un moteur en étoile Le Rhône de 180 ch mais monté sur train d'atterrissage terrestre. Le Nie 32Rh (pour Le Rhône) était nettement moins chargé au mètre carré que le NiD.29, auquel il rendait 243 kg. Outre le moteur, le NiD.32Rh se distinguait par des ailerons dont la compensation aérodynamique dépassait sensiblement du plan inférieur. 
L’aéronautique navale préféra le Nieuport au SPAD, équipé du même moteur, ou au Hanriot équipé d’un Le Rhône de 80 ch seulement, et des essais embarqués eurent lieu fin mars 1920 grâce à une plate-forme de 13 x 5 m installée sur le cuirassé Bretagne. Ils se révélèrent décevants ; la plate-forme était tout juste capable de supporter un avion non armé et inadapté aux missions de reconnaissance, malgré une autonomie théorique de 4 heures, puisque monoplace. Le biplan était de toute façon incapable d’intercepter des avions de combat en raison de ses performances.

## Une carrière discrète
Deux NiD.32 volaient à Saint-Raphaël en octobre 1921 avec l’aviation d’escadre du L.V. Teste, tandis que huit appareils supplémentaires étaient en commande. Le tête de série fut le prototype, modifié : Les ailerons débordants étaient supprimés, mais la voilure passait de 27 à 30 m2 en augmentait les cordes. Une nouvelle série d’essais embarqués furent conduits en septembre 1922, la plate-forme de décollage ayant été portée à 18 m de long.
Bien que les immatriculations opérationnelles AE13 à AE20 aient été attribuées à huit NiD.32, ces appareils furent utilisés uniquement à des fins expérimentales, soit à Saint-Raphaël soit à Hyères-Palyvestre. On testa en particulier des systèmes de maintien à flot en cas d’amerrissage accidentel : des sacs de toile gonflables furent ajoutés sous les plans inférieurs, le train d’atterrissage ayant été largué au préalable. Ces appareils furent progressivement radiés entre juillet 1923 et fin 1924.

## Sources
- William Green et Gordon Swanborough, Le grand livre des chasseurs, Paris, Celiv, 1997 (ISBN 2-86535-302-8)
- (en) Ray Sanger, Nieuport Aircraft of WW1, Ramsbury, The Crowood Press Ltd, mars 2002, 192 p. (ISBN 1-86126-447-X)